# 加泰隆尼亞共和國 (2017年)
加泰隆尼亞共和国是位於南歐伊比利亞半島東北部的单方面宣布独立的共和制國家，於2017年10月27日宣布建立。
加泰隆尼亞原為西班牙的自治區（一級行政區），其建國依據來自2017年10月1日舉行並獲得通過的獨立公投。公投以92％同意票通過後，加泰隆尼亞政府主席卡萊斯·普伊格德蒙特率領政府官員於同月10日在加泰隆尼亞議會簽署《加泰隆尼亞獨立宣言》，但未立即送交議會生效。2017年10月27日，加泰隆尼亞議會大比數通過獨立宣言一案，正式對外宣布独立建國，但被西班牙政府認為是違憲行為，西班牙首相拉霍伊亦宣佈根據《西班牙憲法》第155條強行接管加泰隆尼亞並凍結自治權。目前在比利時設有流亡政府，並未實質統治加泰隆尼亞，也沒有受到國際承認。

## 歷史

### 19世紀至20世紀
19世紀後期，加泰隆尼亞成為了工業中心，為西班牙重要的工業地帶。20世紀初，加泰隆尼亞取得了不同程度的自治權。1933年，加泰隆尼亞重建自治政府，但1939年佛朗哥在西班牙內戰中勝利後再次取消加泰隆尼亞的自治、並禁用加泰隆尼亞語，打壓加泰隆尼亞民族。佛朗哥逝世後，西班牙進入民主轉型期，加泰隆尼亞依照新的1978年《西班牙憲法》重新建立了自治政府，是為一個自治區。當地人口約佔西班牙全國的17%，但貢獻了全國20%以上的總稅收，由此不平衡造就了當地獨立情緒的高漲。

### 21世紀
2006年6月17日加泰罗尼亚舉辦地方自治權擴張的公民投票，結果贊成比例達73.9%。2010年西班牙政府食言拒絕按公投結果下放權力。2014年11月9日，加泰隆尼亞政府舉辦諮詢性的獨立公投，分為兩個題目：「你是否希望加泰隆尼亞成為一個國家？」以及「如果的話，你是否希望這個國家獨立？」，最終有約八成選票在兩個問題均表示贊成。

### 建國
2015年11月9日，加泰羅尼亞議會以72票對63票通過一項決議，並推出了一個為期18個月的獨立路線圖，尋求2017年脫離西班牙獨立。
根據2017年9月，加泰隆尼亞政府的民意調查，49.4%的加泰隆尼亞人反對獨立，41.1%的加泰隆尼亞人贊成獨立
2017年9月6日，加泰隆尼亞議會經過11小時辯論，以72票贊成、11票棄權、52位議員退席抗議的大比數通過獨立公投議案，定於10月1日舉行。這次的獨立公投將採簡單多數決，也不設立投票率門檻。公投題目是「你是否希望加泰隆尼亞以共和國的形式，成為一個獨立的國家？」所有居住於加泰隆尼亞的西班牙公民都有權投票。
2017年9月11日，適逢加泰隆尼亞民族日，加泰隆尼亞仍有百萬人走上巴塞隆納街頭高喊獨立。西班牙政府激烈反對，恐嚇將控告支持舉行獨立公投的官員、並取消加泰隆尼亞的自治權，引來反彈。
2017年10月1日，加泰隆尼亞舉行獨立公投，投票率43.03%，經五小時開票後結果揭曉，530萬選民中有226萬2,424人投票，90.9%的選民支持加泰隆尼亞獨立建國，而有7.8%的選民反對。加泰隆尼亞原本預計在10月10日經議會認可公投結果後宣布獨立，但主席卡萊斯·普吉德蒙在當日卻宣布暫緩加泰羅尼亞獨立進程，並尋求與西班牙政府談判。
2017年10月27日，正當西班牙參議院準備通過憲法第155條凍結加泰隆尼亞自治權、強行解散自治政府的同時，加泰隆尼亞議會終於提出「建國投票」，並在統派議員全體退席的狀態下，以70票贊成、10票反對、2票廢票、55票棄權的大比數，確認獨立建國，定國名為“加泰羅尼亞共和國”。在這項投票案通過約半個小時後，西班牙參議院通過授權內閣動用憲法155條，首相拉霍伊隨後依此宣布凍結加泰隆尼亞自治權，強行解散自治政府，同時由副首相桑聖瑪麗亞接管加泰隆尼亞政府。
根據西班牙報章《OKDiario》報道，加泰隆尼亞共和國並未掌管邊境、海關，亦沒有控管中央銀行、國稅局等。10月28日到10月30日之間，入境加泰隆尼亞首府、巴塞隆納機場的人還是蓋西班牙海關的章，在加泰隆尼亞共和國政府大樓上還飄揚著西班牙國旗。10月29日，強烈主張獨立的加泰隆尼亞獨派政黨ERC跟PDECat的33位在西班牙國會（眾議院跟參議院）的議員說，他們還要繼續到西班牙國會開會，代表加泰隆尼亞、領西班牙國會的薪水。
2017年10月30日，西班牙政府實施憲法第155條，加泰隆尼亞自治區政府主席卡萊斯·普吉德蒙逃到比利時。

### 政府流亡海外
2017年10月30日，普吉德蒙等加泰隆尼亞政治領袖前往比利時布魯塞爾，或會尋求政治庇護、設立流亡政府，避免被西班牙司法部門控煽動叛亂罪，該罪名最高可判囚30年。翌日，普伊格蒙特在布魯塞爾召開記者會，表示前往比利時僅為安全著想，無意尋求政治庇護。同日，西班牙憲法法院宣布撤銷加泰隆尼亞議會在27日所作的獨立宣告。
目前加泰隆尼亞共和國政府流亡至比利時，以「共和國委員會」之名運作，但並未掌控加泰隆尼亞的邊境、海關、中央銀行、國稅局，至今沒有任何一個國家承認加泰隆尼亞共和國。

## 外交承認

### 聯合國會員國
2017年10月27日，加泰罗尼亚自治区议会通过独立决议。加泰罗尼亚共和国宣布成立时，没有任何主权国家承认其独立地位。隨後，西班牙参议院决定批准西班牙内阁按宪法第155条直接接管加泰罗尼亚。同时，安道尔、保加利亞、塞浦路斯、捷克、爱沙尼亚、法国、德国、爱尔兰、意大利、立陶宛、波兰、塞尔维亚、乌克兰、英国和美国等多国都明确表示拒绝承认加泰罗尼亚独立并支持西班牙的领土完整。沒有一個主權國家給予加泰羅尼亞共和國充分的正式承認。。此前，中华人民共和国外交部在加泰罗尼亚尚未正式宣布独立时也表示，“理解并支持西班牙政府为维护国家统一、民族团结和领土完整所做的努力”，也表示反對加泰罗尼亚獨立。比利時庇護與難民大臣西奧·弗蘭肯表明，普伊格蒙可以向該國尋求庇護：「加泰人民如果感受到政治威脅，可以在比利時要求庇護，當中包括普伊格蒙。這是100%合法。」比利時副首相兼內政大臣讓邦表示：「加泰隆尼亞自治政府的官員是經民主選舉產生，獲當地民眾授權，他們到底做錯了什麼？」、「國際社會必須確保普吉德蒙等人，能獲得公正審判，別忘了除西班牙當地法律，也有國際法及歐洲人權公約。」匈牙利政府发言人佐尔坦·科瓦奇宣布将“尊重人民的意愿”；与此同时，他把独立问题称为“西班牙和加泰罗尼亚的内部问题”，没有具体说明匈牙利是否会承认加泰罗尼亚独立。俄羅斯總统弗拉基米尔·普京和塞尔维亚總统亚历山大·武契奇譴責歐盟及其他西方國家在對待科索沃問題和加泰地區問題有雙重標準，質疑他們為何支持连公投都没有的科索沃。斯洛維尼亞國會發言人表示，“加泰隆尼亞人有自決的权利”。
以下国家发表声明支持加泰罗尼亚人民自決权利：
- 比利时[43]
- 匈牙利[49]
- 斯洛維尼亞[50]
- 委內瑞拉[51][52]

以下國家發表聲明明確拒絕加泰羅尼亞共和國作為獨立實體，並支持西班牙的領土完整和憲法秩序：
- 阿富汗[53]
- 阿尔巴尼亚[54]
- 阿尔及利亚[55]
- 安道尔[56]
- 阿根廷[57]
- 澳大利亚[58]
- 奥地利[59]
- 阿塞拜疆[60]
- 孟加拉国[61]
- 玻利維亞[62]
- 巴西[63]
- 保加利亚[25]
- 加拿大[64]
- 智利[65]
- 中华人民共和国[66]
- 哥伦比亚[67]
- 哥斯达黎加[68]
- 克罗地亚[69]
- 賽普勒斯[70]
- 捷克[71]
- 多明尼加[72]
- 厄瓜多尔[73]
- 爱沙尼亚[74]
- 芬兰[75]
- 法国[76]
- 冈比亚[77]
- 格鲁吉亚[78]
- 德国[79]
- 希腊[80]
- 危地马拉[81]
- 洪都拉斯[82]
- 印度[83]
- 印度尼西亚[84]
- 伊拉克[85]
- 爱尔兰[86]
- 意大利[32]
- 牙买加[87]
- 日本[88]
- 约旦[89]
- 哈萨克斯坦[90]
- 拉脫維亞[91]
- 黎巴嫩[92]
- 立陶宛[93]
- 卢森堡[94]
- 马来西亚[95]
- 马里[96]
- 马耳他[97]
- 毛里塔尼亚[98]
- 墨西哥[99]
- 摩尔多瓦[100]
- 摩洛哥[101]
- 荷兰[102]
- 尼加拉瓜[103]
- 挪威[104]
- 巴拿马[105]
- 巴拉圭[106]
- 秘鲁[107]
- 波兰[34]
- 葡萄牙[108]
- 卡塔尔[109]
- 羅馬尼亞[110]
- 俄罗斯[111]
- 塞内加尔[112]
- 塞尔维亚[35]
- 斯洛伐克[113]
- 大韩民国[114]
- 斯里蘭卡[115]
- 瑞典[116]
- 瑞士[117]
- 突尼西亞[118]
- 土耳其[119]
- 乌克兰[120]
- 阿拉伯联合酋长国[121]
- 英国[37]
- 美国[38]
- 乌拉圭[122]
- 越南[123]

### 未受國際廣泛承認國家
阿布哈茲共和國積極考慮正式承認加泰羅尼亞共和國政府。南奥塞梯外长德米特里∙梅多耶夫向卫星通讯社表示，南奥塞梯准备好审议承认加泰罗尼亚独立的问题，他说：“我本人刚从巴塞罗那返回，我们在那里设立了代表处。如果收到加泰罗尼亚的相关请求，南奥塞梯领导层将审议承认加泰罗尼亚独立的问题。”。阿尔察赫外交部發表聲明支持加泰羅尼亞獨立：「加泰羅尼亞人民通過民主方式，獨立地表達意願，決定其政治地位的權利是不容置疑的。根據聯合國一些基礎的文件，國際社會致力於促進人民自決權的實現，並尊重這一權利。」
中華民國外交部表示該部將和該國駐西班牙代表處持續注意後續發展，並希望“西班牙政府及加泰隆尼亞自治區政府透過和平對話，化解歧見。”
以下未受国际广泛承认国家发表声明支持加泰罗尼亚人民自決权利：
- 南奥塞梯[128]
- 阿爾察赫[129]
- 阿布哈茲[124]

### 地方政府及其他政治组织
比利时佛萊明首席部长海尔特·布儒瓦表示支持加泰罗尼亚共和国，但承认加泰罗尼亚共和国的决定权在比利时联邦政府。法国科西嘉领土集体政府主席让·盖塔拉莫尼表示支持加泰罗尼亚独立，但这一承认纯属象征意义。苏格兰政府表示支持加泰罗尼亚人民的自决，表示“理解和尊重加泰罗尼亚政府的立场”。在独立宣言发表之前，北爱尔兰的德里市和斯特拉班区议会通过了一项动议，呼吁英爱两国政府承认加泰罗尼亚共和国。法國南部的“加泰隆尼亞團結”党集結佩皮尼昂民間人士聲援加泰隆尼亞獨立。巴斯克议会对公投表示同情和支持，并强烈批评西班牙政府在这个问题上的立场。议会谴责任何反对投票或民主的措施。埃塔（巴斯克祖国和自由）发表了一份声明，支持公投。纳瓦拉议会谴责西班牙政府事实上“接管”加泰罗尼亚的自治，并敦促其停止压制性的行动。
来自北爱尔兰弗馬納和南蒂龍的新芬黨议员Michelle Gildernew呼吁国际承认全民投票。在丹麥，来自七个党派的17名丹麦议员批评公民投票前几周西班牙政府採取的行動加劇紧张局势，并呼吁西班牙政府发挥建设性作用，鼓励政治对话。欧洲议会的欧洲左翼党主席格雷戈尔·居西則谴责西班牙國民警衛隊在公投前逮捕支持者和加泰罗尼亚政府官員，并呼吁政治解决这个问题。義大利政黨北方聯盟领导人Matteo Salvini对加泰罗尼亚人民表示声援，并对14名加泰罗尼亚政府官员进行了全民投票后的支持。。此外，當西班牙政府因為反對公投而展開行動時，薩丁尼亞地方政府通過地方議會決議，向加泰隆尼亞投票提出投票並對其聲援，譴責西班牙政府反對全民投票的行動及對對話的消極態度。在加利西亞，超過3000人在聖地亞哥-德孔波斯特拉上街遊行，以示他們與參與加泰公投的人團結一致。
来自瑞士联邦院的一群国会议员致信西班牙政府支持加泰罗尼亚公投，声明“虽然我们没有（对加泰罗尼亚独立问题）做出选择，但我们支持加泰罗尼亚人决定他们必须尊重的未来的权利”，并谴责西班牙政府逮捕人民和扣押投票物資的舉動“不像是一个现代的民主国家”。在敘利亞北部和東北部的北敘利亞民主聯邦（羅賈瓦）最大政治派别争取民主社会运动於3月29日聲明支持加泰隆尼亞獨立。至於香港，政黨香港眾志、立法會議員朱凯廸（土地正義聯盟）及陳志全（人民力量）發表聯合聲明，譴責西班牙政府暴力鎮壓公投，稱人民的選擇應該受到尊重。香港民族黨亦祝賀加泰羅尼亞超過九成人支持獨立。另英國工黨领袖郝爾彬也要求首相文翠珊對西班牙警方使用暴力提出抗議。
以下地方政府发表声明支持加泰罗尼亚人民自決权利：
- 苏格兰（ 英国）[151][152]
- 德里和斯特拉班（ 英国）[134]
- （ 比利时）[153]
- 科西嘉（ 法國）[131]
- 巴斯克（ 西班牙）[137]
- 纳瓦拉（ 西班牙）[139]
- （ 義大利）[144]

### 國際組織
此前作为西班牙的一部分，加泰罗尼亚处于欧盟、欧元区和申根区的范围内。在声明发表之前，出现了关于加泰罗尼亚独立时是否保留欧盟成员资格和相关国际安排的争论。虽然在加泰罗尼亚和2014年苏格兰独立公投期间的辩论中提出了法律意见，但欧盟条约中对部分成员国的分裂并没有具体规定。欧盟委员会指出，“普罗迪条款”载明，一个从成员国中分裂出的国家将自动退出欧盟，必须重新申请成为欧盟成员国。欧洲理事会主席唐纳德·图斯克表示，独立宣言“没有改变任何事情”，欧盟只会与西班牙政府处理这一问题。此外聯合國和北約皆表態傾向在西班牙憲法框架下解決，不過聯合國人權理事會表示：「投票權對民主社會極為重要，是次西班牙政府對公投的壓制，已經干涉了人民最基本的政治權利，包括言論自由、集會結社以及公眾參與的權利」。